# SpaceBoy
Spaceboy ist ein Kinderfilm von Olivier Pairoux, der Anfang Juni 2021 beim Molodist International Film Festival seine internationale Premiere feierte und im Oktober 2021 beim Schlingel Film Festival und beim Film Fest Gent gezeigt wurde.

## Handlung
Jim ist erst elf Jahre alt und ein begabter Junge, der sich für Weltraum und Wissenschaft begeistert. Als Jim mit seinem Vater in eine andere Stadt zieht, soll er gemeinsam mit seiner neuen Klassenkameradin Emma an einem Wettbewerb für junge Wissenschaftler teilnehmen. Er kann sie überzeugen, das Projekt „Excelsior“ des Luftfahrtpioniers Joseph Kittinger mit einem Luftballon nachzugestalten, durch das 1960 der erste Mensch in den Weltraum geschickt werden konnte. Sein Interesse für all dies hat Jim von seinem Vater Graham, einem Astrophysiker, der selbst für eine Weltraummission eingeteilt war.

## Produktion

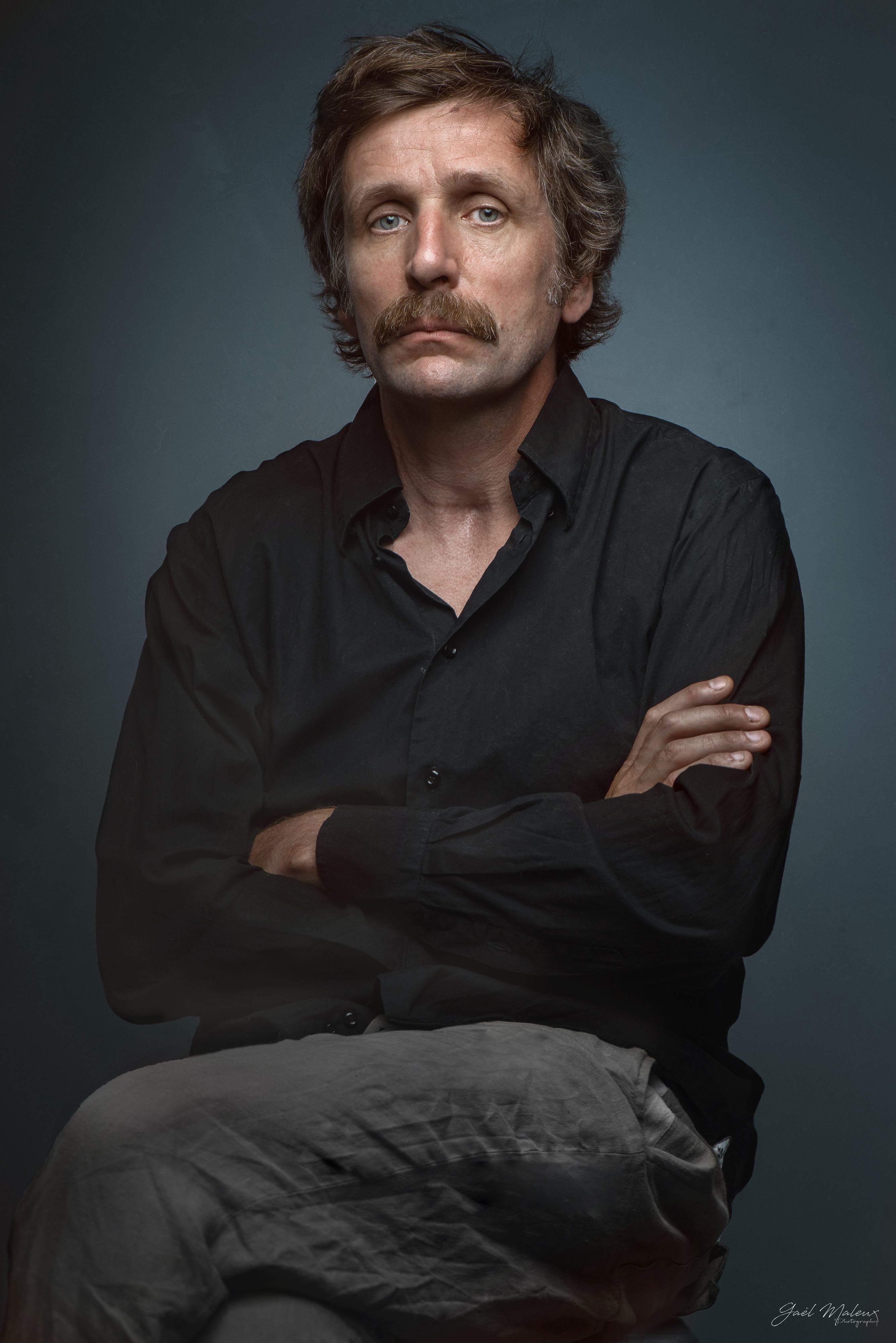
Jean-Benoît Ugeux spielt Paul

Regie führte der aus dem Herver Land stammende Olivier Pairoux. Bei SpaceBoy handelt es sich um das Langfilmdebüt des Belgiers. Der Film entstand mit der Unterstützung des Flanders Audiovisual Fund, der Fédération Wallonie-Bruxelles, Creative Europe, der National Lottery und Belga films.
Für den Nachwuchsschauspieler Basile Grunberger, der Jim den „SpaceBoy“ spielt, ist es nach Unsere Kämpfe die zweite Rolle in einem Spielfilm. Yannick Renier spielt seinen Vater Graham, einen Astrophysiker. Albane Masson spielt Jims Klassenkameradin Emma. Jean-Benoît Ugeux spielt Paul.
Die Musik steuerte das französische Indie-Pop-Duo The Penelopes bei.
Nachdem der Film am 31. März 2021 in die luxemburgischen Kinos kam, feierte er	Anfang Juni 2021 beim Molodist International Film Festival seine internationale Premiere. Im Juli 2021 wurde er beim Busan International Kids & Youth Film Festival gezeigt. Im Oktober 2021 folgten Vorstellungen beim Schlingel Film Festival und beim Film Fest Gent. Im November 2021 wurde er beim Filmfestival Mannheim-Heidelberg gezeigt. Anfang April 2022 wurde er beim Music & Cinema Festival in Aubagne vorgestellt.

## Auszeichnungen
Internationales Filmfestival Schlingel 2021
- Auszeichnung mit dem Europäischen Kinderfilmpreis (Olivier Pairoux)
- Auszeichnung mit dem Preis der Juniorjury[7][8]

Molodist International Film Festival 2021
- Auszeichnung mit dem Skythischen Hirsch im Teen Screen Competition (Olivier Pairoux)[9]

Riga International Film Festival 2021
- Auszeichnung mit dem Preis der Kinderjury[10]

World Soundtrack Awards 2022
- Auszeichnung in der Kategorie Beste Filmmusik einer belgischen Produktion (The Penelopes)[11]